# Hygris unicarinata
Hygris unicarinata är en insektsart som beskrevs av Carl Stål. Hygris unicarinata ingår i släktet Hygris och familjen hornstritar. Inga underarter finns listade i Catalogue of Life.